# Blek lernemertin
Blek lernemertin (Amphiporus lactifloreus) är en djurart som tillhör fylumet slemmaskar, och som först beskrevs av Johnston 1828. Enligt Catalogue of Life ingår Blek lernemertin i släktet Amphiporus och familjen Amphiporidae, men enligt Dyntaxa är tillhörigheten istället släktet Amphiporus, och ordningen Hoplonemertea. Arten är reproducerande i Sverige. Inga underarter finns listade i Catalogue of Life.